# 廣済堂出版
株式会社廣済堂出版（こうさいどうしゅっぱん、英: Kosaido Publishing Co.,Ltd.）は、日本の出版社。

## 歴史・概要

### 廣済堂出版
1970年（昭和45年）4月、当時の櫻井廣済堂から分離される形で廣済堂出版を設立。1995年9月、当時の廣済堂印刷が全株式を取得し完全子会社化。分離設立以降も廣済堂本社が出版事業を手掛ける場合があった。

### 暁教育図書との合併→分離
2008年（平成20年）10月1日、暁教育図書を存続会社として合併し、廣済堂あかつき株式会社（現：あかつき教育図書）に社名変更。
合併後は、一般向けの雑誌・書籍を扱う「出版事業部」と旧：暁教育図書を引き継ぎ学校図書教材や教育関連書籍などを扱う「教育図書事業部」の二つを運営。「廣済堂出版」の名前は出版事業部の通称として引き継がれた。出版事業部では、映像ソフトの発売やデジタルコンテンツの配信も行っていた。2009年（平成21年）7月に、東京都港区芝へ本社移転。
2011年（平成23年）10月、出版事業部が分離され新たに株式会社廣済堂出版を設立。

### 廣済堂グループから独立
2019年9月30日に、親会社である廣済堂は廣済堂出版の全株式を氏名非公表の国内の個人に売却、後に西和彦と報道される。2021年（令和3年）5月14日には廣済堂あかつき（現：あかつき教育図書）の全株式も個人へ譲渡したため、これにより、廣済堂グループは出版業から撤退することとなった。

### E-BONDグループに参画
2025年5月に株式会社E-BONDホールディングスを中心としたE-BONDグループに参画した。

## 主な出版物

### 出版事業部
書籍（レーベル）
- 廣済堂ブックス
- 廣済堂文庫
- 廣済堂新書
  - 廣済堂ファミリー新書
- 健康人新書

ムック（レーベル）
- W!
- 廣済堂ベストムック
- 風水まるごと開運生活（Dr.コパの風水まるごと開運生活）

Dr.コパによる風水を扱った書籍・雑誌のシリーズ。上記「廣済堂ベストムック」の一冊として発行される場合もある。

### 過去の出版物
●は廣済堂あかつき時代も継続して発行。
- クロスワードハウス●

1985年創刊、2010年5月号休刊。
- ネットマネー●

2006年5月から2010年11月まで発行。2010年10月発売の12月号より、発行元を産経新聞出版（発売元は日本工業新聞社）へ移行。
- BIZ STYLE（ビズスタイル）●

2008年に全5号発行（創刊準備号となった1月号=No.0のみ、2007年発売）。『ネットマネー』の別冊または増刊として発行。12月号=No.4（10月30日発売）のみ、廣済堂あかつきとなってからの発行。ビジネスライフスタイルマガジン。
- 野球太郎
2012年（平成22年）8月まで白夜書房から『野球小僧』として発行・発売。同年10月にナックルボールスタジアム（現：イマジニアナックルボールスタジアム）発行・廣済堂出版発売へ移行すると同時に『野球太郎』に改題。第36号以降は竹書房よりバンブームック扱いで発売。
- ホームラン

1977年（昭和52年）から2007年（平成19年）まで日本スポーツ出版社から発行。2008年（平成20年）に当時の廣済堂出版より復刊（当初は『ネットマネー』増刊として発行）。2021年7月号より発行元を株式会社ミライカナイへ移行。

#### 廣済堂出版時代
書籍（レーベル）
- 廣済堂ブルーブックス
- ソリティアコミックス
- 豆たぬきの本 - ベストセラーズの「ワニの豆本」を模したB7サイズの小型本シリーズ

雑誌
- RAM
- アサヒゴルフ

1959年5月号創刊、1992年12月号（通算411号）休刊（1991年6月号=通算393号から『Asahi Golf』に改題）。月刊のゴルフ雑誌。『週刊アサヒゴルフ』『アサヒゴルフレディース』『アサヒゴルフ全国コースガイド（東日本編・西日本編）』といった姉妹誌も存在した。姉妹誌については、1995年に休廃刊した。
- アングリング - 1983年7月創刊。コスミック出版より2003年10月26日から「アングリングファン」として復活。
- クロスワードクラブ
- フィッシング

1968年創刊、1999年4月8日号（通算444号）で休刊。1992年12月発行の通算294号まで月刊、その後は月2回刊で発行していた。1983年11月発行の通算185号まで産報出版より、1983年12月発行の通算186号から1984年11月発行の通算197号まで廣済堂産報出版よりそれぞれ発行。
- まんが笑アップ

1983年5月から1995年6月にかけて全146号発行していた月刊漫画雑誌（当初の発行元は壱番館書房）。休刊。
廣済堂ベストムック
- オーガ
- 草野球王国

2001年から2003年までの間に全6号発行された、草野球情報誌。

## 映像ソフト
- 廣済堂ビデオブック

1992年（平成4年）から1999年（平成11年）にかけて、当時の廣済堂出版が発売していた、ビデオソフトのシリーズ。

## デジタルコンテンツ
- 読んどこ!

無料オンラインマガジンとして配信しているウェブサイト。2008年（平成20年）11月開設。2010年（平成22年）11月30日をもって、新規配信終了。
- 廣済堂よみものWeb

『読んどこ!』をリニューアルする形で、2010年（平成22年）12月1日に開設したサイト。

## 歴代の主な在籍者
いずれも、旧：廣済堂出版の在籍。
- 見城徹 - 後の幻冬舎創業者。
- 塚田友宏 - 後の大陸書房社長。
- 中博 - 元松下電器産業社員（経営企画室在籍）、経営コンサルタント。2000年7月から2004年1月までの間社長を務めた。